# Phygadeuon tenuiscapus
Phygadeuon tenuiscapus är en stekelart som beskrevs av Thomson 1884. Phygadeuon tenuiscapus ingår i släktet Phygadeuon och familjen brokparasitsteklar. Arten är reproducerande i Sverige. Inga underarter finns listade i Catalogue of Life.